# Jan De Reus
Jan De Reus (* 1909 in Halfweg; † unbekannt) war ein niederländischer Radrennfahrer.

## Sportliche Laufbahn
De Reus war im Straßenradsport aktiv und Mitglied der Nationalmannschaft. 1930 und 1931 (hinter Franz Dunder) wurde er als Amateur Vizemeister im Straßenrennen.
Bei den Straßenradsport-Weltmeisterschaften 1931 wurde er 25. im Amateurrennen